# Loma de Guadalupe, Villa Victoria
Loma de Guadalupe är en ort i Mexiko.   Den ligger i kommunen Villa Victoria och delstaten Mexiko, i den sydöstra delen av landet, 90 km väster om huvudstaden Mexico City. Loma de Guadalupe ligger 2 641 meter över havet och antalet invånare är 598.
Terrängen runt Loma de Guadalupe är kuperad norrut, men söderut är den platt. Runt Loma de Guadalupe är det ganska tätbefolkat, med 166 invånare per kvadratkilometer. Närmaste större samhälle är Barrio de Centro del Cerrillo, 5,8 km nordost om Loma de Guadalupe. Trakten runt Loma de Guadalupe består till största delen av jordbruksmark.